# Tabite ibne Nácer
Tabite ibne Nácer ibne Maleque Alcuzai (Thabit ibn Nasr ibn Malik al-Khuza'i - lit Tabite, filho de Nácer, filho de Maleque dos Cuza; m. 813/814) foi um general do Califado Abássida e governador da zona fronteiriça ciliciana (Tugur Axamia) com o Império Bizantino em 808-813. Nativo do Coração e neto do importante general Maleque ibne Alhaitame Alcuzai, foi nomeado governador da Cilícia no último ano do reinado do califa Harune Arraxide (r. 786–809). Nesta posição, organizou uma troca de prisioneiros com os bizantinos e realizou vários raides ao império, sendo pesadamente derrotado durante um deles, em 912, nas mãos do futuro imperador Leão V, o Armênio (r. 813–820). Ele morreu ou foi assassinado em 913, com a vitória de Almamune (r. 813–833) na guerra civil em curso.

## Vida

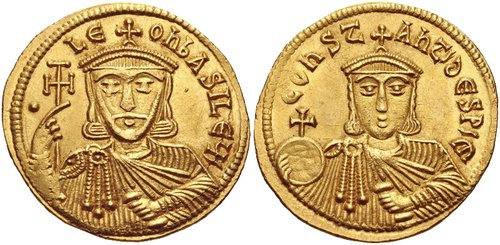
Soldo do imperador r. e seu filho e coimperador, Constantino

Tabite era nativo do Coração, e neto de Maleque ibne Alhaitame Alcuzai, um antigo apoiante abássida e líder militar. Ele foi nomeado como governador do tugur sírio (essencialmente compreendo Cilícia, com Tarso como sua capital) no último ano do reinado do califa Harune Arraxide (r. 786–809). Ele organizou um troca de prisioneiros com os bizantinos em Podando em 808, mas também liderou uma série de incursões (sawa'if) contra eles. Em uma dessas, em agosto de 812, ele sofreu uma pesada derrota nas mãos do futuro imperador Leão V, o Armênio (r. 813–820), perdendo 2 000 homens.
De ca. 810, com a eclosão de uma guerra civil entre Alamim (r. 809–813) e seu irmão Almamune (r. 813–833), Tabite, como muitos outros governadores provinciais e magnatas, foi capaz de assumir controle virtualmente independente de sua província. Ele morreu ou foi morto logo após a vitória final de Ma'mun em 813, segundo alguns relatos envenenado por seu primo Nácer.